# Peter Kolény
| 10207 Comeniana     | 16 agosto 1997    |
| 13370 Júliusbreza   | 7 novembre 1998   |
| 15376 Marták        | 1º febbraio 1997  |
| 22469 Poloniny      | 2 febbraio 1997   |
| 22558 Mladen        | 22 aprile 1998    |
| 24862 Hromec        | 27 febbraio 1996  |
| 24974 Macúch        | 21 aprile 1998    |
| 29650 Toldy         | 23 novembre 1998  |
| 33129 Ivankrasko    | 1º febbraio 1998  |
| 33158 Rúfus         | 26 febbraio 1998  |
| 39880 Dobšinský     | 15 marzo 1998     |
| 42849 Podjavorinská | 15 settembre 1999 |
| 60972 Matenko       | 23 maggio 2000    |
| 66669 Aradac        | 12 ottobre 1999   |

Peter Kolény (...) è un astronomo slovacco.
Prolifico scopritore di asteroidi, il Minor Planet Center gli accredita la scoperta di trentacinque asteroidi, effettuate tra il 1996 e il 2000, tutte in collaborazione con Adrián Galád o con Leonard Kornoš.